# Torneo di Wimbledon 2016 - Doppio maschile per invito senior
Jacco Eltingh e Paul Haarhuis erano i campioni in carica ma hanno perso da Todd Woodbridge e Mark Woodforde in finale, che hanno conquistato il titolo con il punteggio di 6-2, 7-5.

## Tabellone

### Legenda
| - Q = Qualificato - WC = Wild card - LL = Lucky loser | - ALT = Alternate - SE = Special Exempt - PR = Protected Ranking | - w/o = Walkover - r = Ritirato - d = Squalificato |

### Finale
|  | Finale                         |                                |                                |   |   |  |
|  |                                |                                |                                |   |   |  |
|  | Todd Woodbridge Mark Woodforde | Todd Woodbridge Mark Woodforde | Todd Woodbridge Mark Woodforde | 6 | 7 |  |
|  | Jacco Eltingh Paul Haarhuis    | Jacco Eltingh Paul Haarhuis    | Jacco Eltingh Paul Haarhuis    | 2 | 5 |  |

### Gruppo A
|    |                                 | M Bahrami P McEnroe | J Bates A Järryd | R Leach C Pioline | T Woodbridge M Woodforde | RR V-P | Set V-P | Game V-P | Posizione |
| A1 | Mansour Bahrami Patrick McEnroe |                     | 3-6, 3-6         | 6-4, 6-3          | 7-5, 2-6, [7-10]         | 1-2    | 3-4     | 27-31    | 2         |
| A2 | Jeremy Bates Anders Järryd      | 6-3, 6-3            |                  | 5-7, 4-6          | 3-6, 2-6                 | 1-2    | 2-4     | 26-31    | 3         |
| A3 | Rick Leach Cédric Pioline       | 4-6, 3-6            | 7-5, 6-4         |                   | 4-6, 2-6                 | 1-2    | 2-4     | 26-33    | 4         |
| A4 | Todd Woodbridge Mark Woodforde  | 5-7, 6-2, [10-7]    | 6-3, 6-2         | 6-4, 6-2          |                          | 3-0    | 6-1     | 36-20    | 1         |

La classifica viene stilata in base ai seguenti criteri: 1) Numero di vittorie; 2) Numero di partite giocate; 3) Scontri diretti (in caso di due giocatori pari merito ); 4) Percentuale di set vinti o di games vinti (in caso di tre giocatori pari merito ); 5) Decisione della commissione.

### Gruppo B
|    |                              | J Eltingh P Haarhuis | S Casal E Sánchez | H Leconte J Tarango | M Petchey C Wilkinson | RR V-P | Set V-P | Game V-P | Posizione |
| B1 | Jacco Eltingh Paul Haarhuis  |                      | 6-3, 6-4          | 6-3, 7-5            | 7–6(2), 6-3           | 3-0    | 6-0     | 38-24    | 1         |
| B2 | Sergio Casal Emilio Sánchez  | 3-6, 4-6             |                   | 2-6, 4-6            | 5-7, 2-6              | 0-3    | 0-6     | 20-37    | 4         |
| B3 | Henri Leconte Jeff Tarango   | 3-6, 5-7             | 6-2, 6-4          |                     | 3-6, 3-6              | 1-2    | 2-4     | 26-31    | 3         |
| B4 | Mark Petchey Chris Wilkinson | 26-7, 3-6            | 7-5, 6-2          | 6-3, 6-3            |                       | 2-1    | 4-2     | 34-26    | 2         |

La classifica viene stilata in base ai seguenti criteri: 1) Numero di vittorie; 2) Numero di partite giocate; 3) Scontri diretti (in caso di due giocatori pari merito ); 4) Percentuale di set vinti o di games vinti (in caso di tre giocatori pari merito ); 5) Decisione della commissione.